# Eddie and the Cruisers
Série
Eddie and the Cruisers II: Eddie Lives!
(1989)
Pour plus de détails, voir Fiche technique et Distribution.
Eddie and the Cruisers est un film américain réalisé par Martin Davidson, sorti en 1983.

## Synopsis
Une journaliste de télévision enquête sur un groupe de rock des années 1960 dont le leader, Eddie Wilson, a disparu et dont l'ultime album a été enregistré, mais n'est jamais sorti.

## Fiche technique
- Titre : Eddie and the Cruisers
- Réalisation : Martin Davidson
- Scénario : Martin Davidson et Arlene Davidson d'après le roman de P. F. Kluge
- Musique : John Cafferty
- Photographie : Fred Murphy
- Montage : Priscilla Nedd-Friendly
- Production : Joseph Brooks et Robert K. Lifton
- Société de production : Aurora
- Société de distribution : Embassy Pictures (États-Unis)
- Pays de production :  États-Unis
- Genre : Drame
- Durée : 95 minutes
- Dates de sortie : 
  - États-Unis : 23 septembre 1983

## Distribution
- Tom Berenger : Frank Ridgeway
- Michael Paré : Eddie Wilson
- Joe Pantoliano : Doc Robbins
- Matthew Laurance : Sal Amato
- Helen Schneider : Joann Carlino
- David Patrick Wilson : Kenny Hopkins
- Michael Antunes : Wendell Newton
- Ellen Barkin : Maggie Foley
- Kenny Vance : Lew Eisen
- John Stockwell : Keith Livingston
- Joe Cates : Lois
- Barry Sand : Barry Siegel
- Vebe Borge : Gerry Rivers

## Accueil
Le film a reçu un accueil mitigé de la critique. Il obtient un score moyen de 51 % sur Metacritic.